# Зенит-АП

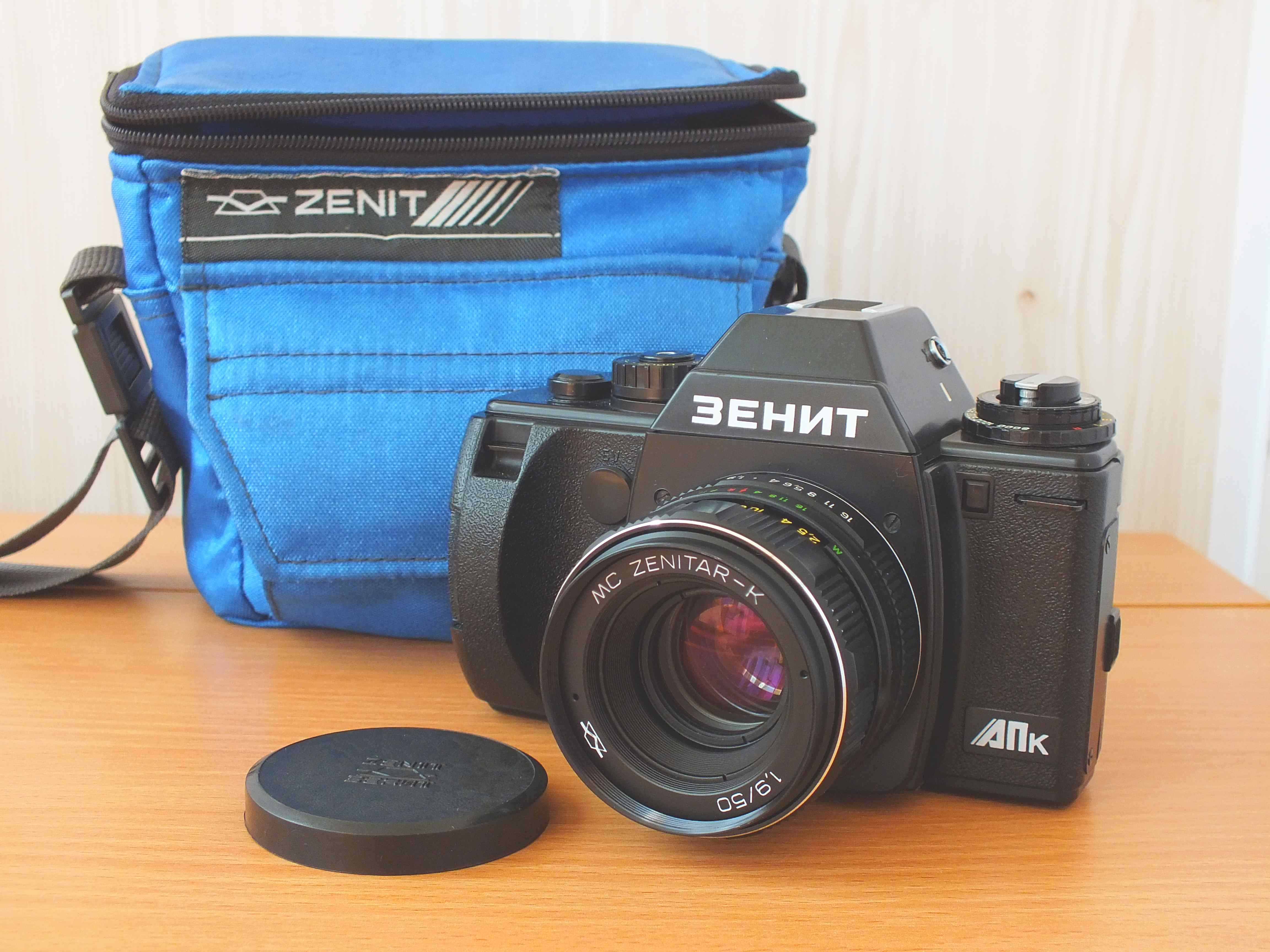
«Зенит-АПК» и футляр (1992 г.)

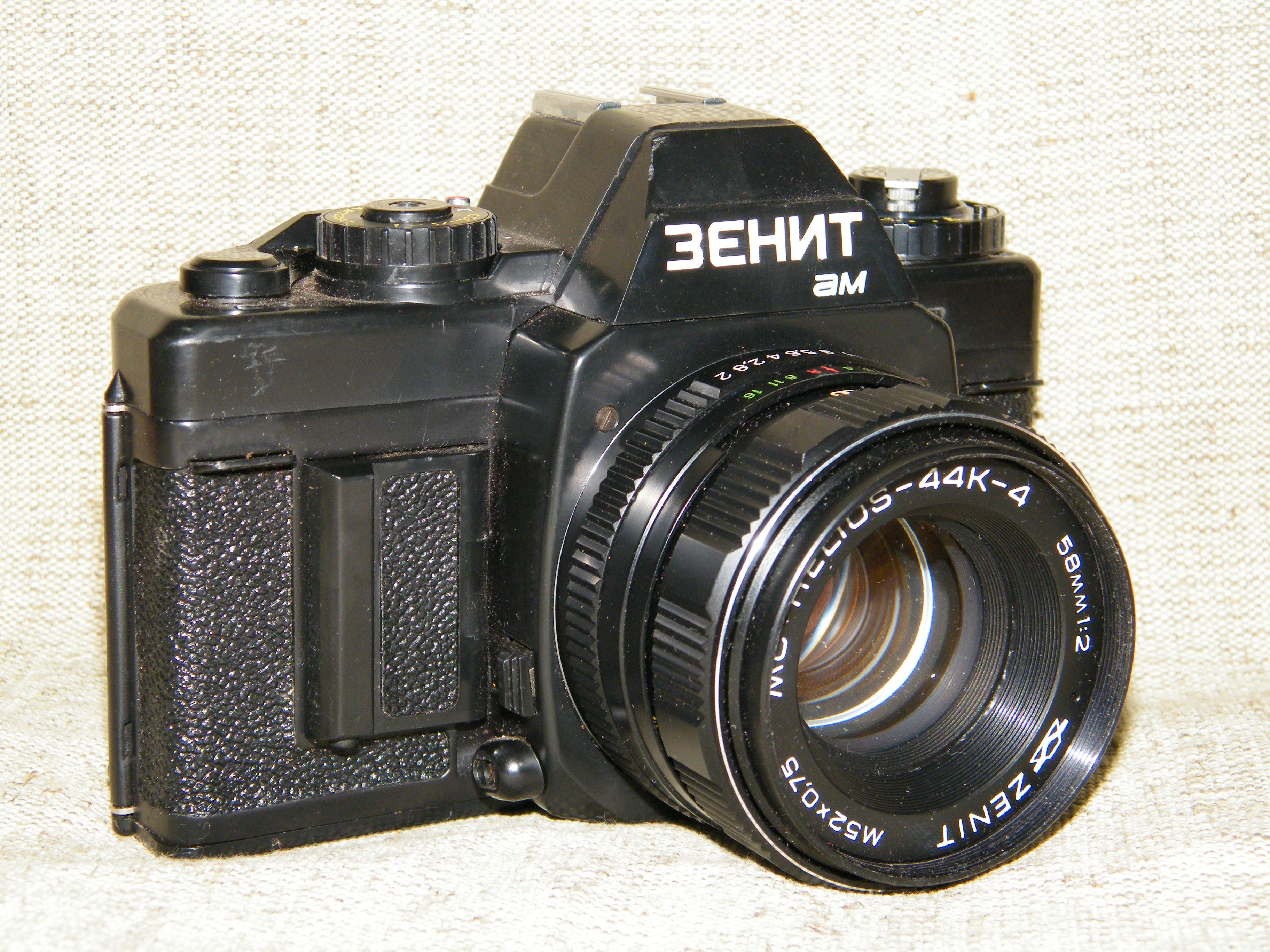
«Зенит-АМ»

«Зени́т-АП» — семейство малоформатных однообъективных зеркальных фотоаппаратов, разработанных на основе модели «Зенит-АМ2», и выпускавшихся на Красногорском механическом заводе с 1992 года. Официально аббревиатура «АП» расшифровывалась, как «Автомат-Полуавтомат», но существует неофициальная версия, приписывающая происхождение названия первым буквам имени и фамилии ведущего конструктора Анатолия Падалко. По этой же версии название модели «АПК» расшифровывается, как «Автомат Падалко—Кузнецова», по фамилии разработчиков фотоаппарата и электроники. Официально последняя буква обозначает марку затвора «Копал».

## Технические особенности
Основное отличие от семейства «Зенит-Автомат» — возможность работы как в автоматическом (приоритет диафрагмы), так и в полуавтоматическом режимах. Диск режимов фотоаппарата сохранён. Индикация о правильной экспозиции при помощи светодиодного индикатора. На верхней панели вместо головки экспокоррекции установлена головка установки выдержек (совмещена с диском ввода значений светочувствительности фотоплёнки). Предусмотрена и ручная установка экспозиции.
Известны две модификации семейства, отличающиеся затворами:
- «Зенит-АПМ» — с ламельным затвором ФЗЛ-84У производства КМЗ. Затвор устанавливался также в фотоаппараты «Зенит-АМ», «Зенит-АМ2». В 1994—1995 году выпущено всего 15 экземпляров.
- «Зенит-АПК» («Зенит-АПк») — с ламельным затвором EM-578MM типа «Copal Square»[5][* 1]. В 1992—1998 году выпущено 6394 экземпляра.

По техническим характеристикам фотоаппараты идентичны, а затворы полностью взаимозаменяемы.

## Технические характеристики
- Тип применяемого фотоматериала — 35-мм перфорированная фото- или киноплёнка шириной 35 мм (фотоплёнка типа 135) в стандартных кассетах. Размер кадра — 24×36 мм.
- Корпус — литой из алюминиевого сплава, с открывающейся задней стенкой, скрытый замок.
- Курковый взвод затвора и перемотки плёнки. Курок имеет два положения — транспортное и рабочее. Обратная перемотка рулеточного типа. Счётчик кадров самосбрасывающийся при открывании задней стенки.
  - Мультиэкспозиция.
- Фокальный затвор с электронным управлением и вертикальным движением металлических ламелей. Выдержки затвора — от 1 до 1/2000 с и «B».
- Выдержка синхронизации с электронной фотовспышкой — 1/125 с.
- При отсутствии источников питания аппарат неработоспособен[6].
- Центральный синхроконтакт и кабельный синхроконтакт «Х».
- Тип крепления объектива — байонет К.
- Штатные объективы (с «прыгающей» диафрагмой): «MC Гелиос-44K-4» 2Зенитар-K/58 или «MC Зенитар-K» 2/50 или «MC Зенитар-K-2» 2/50.
- Репетир диафрагмы.
- Фотоаппараты комплектовались адаптером для крепления объективов с резьбовым соединением М42×1/45,5.
- Фокусировочный экран — линза Френеля с матовым кольцом и микрорастром, клинья Додена в центре. Поле зрения видоискателя 23×35 мм.
- «Зенит-АПК» и «Зенит-АПМ» — автоматы с приоритетом диафрагмы. TTL-экспонометрическое устройство (заобъективная экспонометрия) с сернисто-кадмиевыми (CdS) фоторезисторами. При установленной светочувствительности фотоплёнки и диафрагме выдержка устанавливается автоматически. Светоизмерение на открытой диафрагме. При съёмке в автоматическом режиме в поле зрения видоискателя при помощи светодиодов отображаются приблизительные значения отрабатываемой выдержки (выдержка в пределах от 1/30 до 1 с и от 1/2000 до 1/30 с), а также низкая или избыточная освещённость (необходимо изменить значение диафрагмы). В полуавтоматическом режиме — светодиодная индикация «света много — света мало — нормальная экспозиция». При применении светофильтров автоматически вносятся поправки на их плотность.
- Экспопамять включается неполным нажатием спусковой кнопки, затем проводится кадрирование и собственно съёмка.
- Диапазон светочувствительности фотоплёнки 25—1600 ед. ГОСТ. Диск установки светочувствительности совмещён с головкой выдержек.
- Диск режимов фотоаппарата позволяет устанавливать режимы: L — блокировка спусковой кнопки; В — выдержка от руки; Х — выдержка синхронизации 1/125 с; Е — съёмка в автоматическом и полуавтоматическом режиме.
- Источник питания фотоаппарата — четыре элемента РЦ-53 (РХ-625) или батарея РХ-28 (6 вольт).
- Электрический разъём дистанционного спуска затвора, для корректной работы экспонометрического устройства при использовании дистанционного спуска окуляр видоискателя необходимо закрывать заслонкой.
- Электронный автоспуск со светодиодной индикацией.
- Устройство многократного экспонирования одного кадра для выполнения трюковых съёмок.
- На фотоаппарате установлено центральное штативное гнездо с резьбой 1/4 дюйма.